# Gorizont
Gorizont (en rus: Горизонт) és un poble (un khútor) de l'óblast de Rostov, a Rússia, que en el cens del 2010 tenia 38 habitants, pertany al districte d'Aksai.